# 波尔墨
波尔墨（英語：Borvo）凯尔特与卢西塔尼亚神话神祇之一。于高卢等地区得到崇拜与传播。其事迹亦反映于相关之铭文等文物中，具有重要地影响与积极意义。